# کشکول (کتاب)
کشکول کتابی جُنگ مانند شامل شعرها و نثرهای مورد علاقه شخص، که معمولاً توسط علمای قدیمی جمع‌آوری می‌شد. معمولاً این شعرها و نثرها از دیوان (ادبیات)‌ها و کتاب‌های دیگران جمع‌آوری می‌شد. مطالب این کتابها، مضامینِ دینی، تاریخی، ادبی، ریاضی و نجومی تا فقه و اصول، معانی و علم بیان، صرف و نحو و لطیفه دارند. این مطالب اغلب بی‌هیچ نظم خاصی به دنبال هم آمده‌اند. چون در کشکول مخصوص درویشان چیزهای مختلفی مانند نقل، آجیل، نان و پول وجود داشت، این کتابها را نیز که مطالب متنوعی داشت، کشکول می‌نامیدند.